# صدای هلند
صدای هلند (انگلیسی: The Voice of Holland) مسابقهٔ تلویزیون واقع‌نمای استعدادیابی خوانندگی است که اولین بار در سال ۲۰۱۰ توسط جان د مول ساخته شده‌است. بر اساس این برنامه سری صدا (مسابقه تلویزیونی) در کشورهای بسیاری ساخته شده‌است.